# Kukushka - Disertare non è reato
Kukushka - Disertare non è reato (in russo Кукушка, Kukuška) è un film del 2002 scritto e diretto da Aleksandr Rogožkin, ambientato durante gli scontri del 1944 tra l'Armata Rossa e i Nazisti nella Lapponia finlandese. Due soldati, un finlandese e un russo, entrambi destinati a morte certa, vengono salvati da una lappone di nome Anni, che li accoglie nella propria casa (in realtà il nome dato alla nascita della donna è Käki, cioè "cuculo", in russo Kukuška, da cui il titolo del film, mentre Anni è il nome datole dal marito).
Il film ha partecipato al Festival cinematografico internazionale di Mosca 2002, dove ha vinto il San Giorgo d'Argento per il milglior attore (Ville Haapasalo) e per il migliore regista, oltre che il premio FIPRESCI.

## Trama
Il film è ambientato nella penisola di Kola, in pieno territorio Sami. Veikko è un cecchino finlandese arruolato suo malgrado nell'esercito, mentre l'Armata Rossa avanza i suoi commilitoni in ritirata lo abbandonano nella tundra incatenato a una roccia condannandolo così a morte certa. Ivan è un tenente russo accusato di tradimento e deve essere quindi processato; durante il viaggio però la sua scorta viene uccisa da un'incursione aerea. Anni, rimasta vedova del marito, coscritto anche lui, soccorre Ivan e lo cura. Veikko, dopo alcuni estenuanti giorni passati a liberarsi dalla roccia a cui era incatenato, raggiunge Anni nella sua casa in cerca di un fabbro.
Si instaura così una sorta di convivenza tra i tre, resa ancora più complessa dalla totale incapacità di comunicazione, parlando tutti lingue diverse (Veikko finlandese, Ivan russo e Anni sami), ed ognuno inizia così un suo monologo che viene per la maggior parte delle volte frainteso da chi ascolta ottenendo a volte un effetto comico. Questa barriera linguistica permette ai personaggi di svelare completamente la propria personalità, affrontando di volta in volta le problematiche della vita in un ambiente selvaggio come la tundra. Finita la guerra di Lapponia, i due lasciano la casa di Anni come amici e si separano, ciascuno diretto verso la propria terra. Nel finale si vede la donna che, rimasta di nuovo sola, narra la storia dei due uomini ai propri figli, ai quali ha dato i nomi dei due.